# Mi novia es un fantasma
Mi novia es un fantasma es una película de comedia Argentina en blanco y negro dirigida por Francisco Mugica según el guion de Sixto Pondal Ríos y Carlos Olivari que se estrenó el 2 de junio de 1944 y que tuvo como protagonistas a Mirtha Legrand, Pepe Iglesias, Nury Montsé y Osvaldo Miranda.

## Sinopsis
Un periodista se enamora de la mucama de un hotel confundiéndola con una millonaria.

## Reparto
- Mirtha Legrand... Juanita
- Pepe Iglesias... Mariano Torres
- Nury Montsé... Gabriela Figueroa
- Osvaldo Miranda ... Luis Gálvez
- Benita Puértolas... Tomasa
- Olga Casares Pearson... doña Claudia de Figueroa
- Lalo Malcolm
- Mario Giusti
- Eva Guerrero
- Domingo Mania
- José A. Paonessa
- Mercedes Gisper
- Susana Campos
- Guillermo Caram
- Vicente Rubino
- José María Pedroza
- Regina Laval
- Amanda Varela ... cameo
- Juan Carlos Thorry...cameo
- Narciso Ibáñez Menta ...cameo
- Pepe Arias	 ... cameo
- Alicia Barrié  ...cameo
- Miguel Gómez Bao ...cameo
- Irma Córdoba	 ... cameo
- Aída Luz	 ... cameo
- Aída Olivier	 ... cameo
- Mecha Ortiz	 ... cameo
- Enrique Serrano	 ... cameo
- Marianita Martín ... cameo
- Tito Gómez ... cameo

## Comentarios
Manrupe y Portela escriben que es una comedia insulsa y de asunto reiterado en tanto el crítico King opinó:

”Película en la que no se aprovechan bien las posibilidades de la idea principal, ni los talentos de Pepe Iglesias…Es eficaz su comicidad…comedia grata, limpia y de éxito indudablemente seguro.”